# Frank Khalid
Frank Khalid (Surrey, 22 de noviembre de 1968) es un empresario británico, propietario de los estudios de cine West London Film Studios, del mayorista Elbrook Cash and Carry y del restaurante Chak89.

## Biografía

### Primeros años
Hijo de padres pakistaníes, Khalid nació en Surrey y creció en Newham, Londres. Se crio en una zona con un alto índice de criminalidad y fue testigo del impacto de la delincuencia en su juventud. A los dieciséis años montó su propia unidad de venta al por mayor.

### Carrera
Su primer negocio fue Elbrook Cash and Carry, que puso en marcha en 1985. La empresa creció y se abrió otra sucursal en 1993, en Mitcham, Londres.
Es además el propietario de tres empresas que facturan varios millones de libras: Elbrook Cash and Carry, Chak89 y West London Film Studios. En esta última se han rodado películas como Burnt, protagonizada por Bradley Cooper y Sienna Miller, y The Mercy, protagonizada por Colin Firth. También cerró un acuerdo con el actor Mark Wahlberg y el rapero P Diddy para ser el distribuidor en el Reino Unido de Aquahydrate, la marca de agua de la que son copropietarios. Khalid es accionista de una agencia deportiva llamada Touch Sky.
Su restaurante Chak89 se inauguró con un espacio para 200 personas en Mitcham, y es un lugar de comida habitual para numerosos famosos, como Shah Rukh Khan, Shilpa Shetty, Priyanka Chopra, Mohammed Shami, Deepika Padukone, Akshay Kumar, Rishi Kapoor, Neetu Singh y Amitabh Bachchan. Otros famosos que han visitado Chak89 son los actores estadounidenses Vanessa Hudgens, Lindsay Lohan y Jesse Metcalfe. Chak89 ha recibido también a futbolistas de la Premier League y a reconocidos políticos.
En 2019, Khalid se asoció con Diageo y su mundialmente famosa marca Haig Club.

## Premios y reconocimientos
En 2013 recibió el premio British Community Honours Award en la Cámara de los Lores en reconocimiento a su destacada contribución y servicios a la comunidad. También recibió el Lifetime Achievement Award - Asian Curry Awards.